# Meridiano 33 E
O meridiano 33 E é um meridiano que, partindo do Polo Norte, atravessa o Oceano Ártico, Europa, Anatólia, África, Oceano Índico, Oceano Antártico, Antártida e chega ao Polo Sul. Forma um círculo máximo com o Meridiano 147 W.
Começando pelo Polo Norte, o meridiano 33º Este tem os seguintes cruzamentos:
| País, território ou mar | Notas |
| ----------------------- | --- |
| Oceano Ártico           | |
| Noruega                 | Ilha de Kvitøya, Svalbard |
| Mar de Barents          | |
| Rússia                  | Península de Rybachy |
| Mar de Barents          | Golfo de Motovsky |
| Rússia                  | Península de Kola |
| Mar Branco              | Golfo de Kandalaksha |
| Rússia                  | |
| Ucrânia                 | |
| Mar Negro               | |
| Ucrânia                 | Crimeia (reclamada e controlada pela Rússia) |
| Mar Negro               | |
| Turquia                 | Passa a leste de Ankara |
| Mar Mediterrâneo        | |
| Chipre                  | Área controlada pela República Turca do Norte de Chipre (reivindicada pela República de Chipre) Zona-tampão das Nações Unidas em Chipre Área controlada pela República de Chipre |
| Acrotíri                | Uma das Bases Britânicas Soberanas (não faz parte do território da República de Chipre)                                                                                          |
| Mar Mediterrâneo        | |
| Egito                   | Península do Sinai |
| Mar Vermelho            | Golfo do Suez |
| Egito                   | |
| Sudão                   | |
| Sudão do Sul            | |
| Uganda                  | |
| Lago Vitória            | |
| Tanzânia                | Ilha Ukerewe |
| Lago Vitória            | |
| Tanzânia                | |
| Malawi                  | Cerca de 14 km |
| Zâmbia                  | |
| Malawi                  | Cerca de 18 km |
| Zâmbia                  | Cerca de 14 km |
| Malawi                  | Cerca de 19 km |
| Zâmbia                  | Cerca de 5 km |
| Malawi                  | |
| Zâmbia                  | Cerca de 3 km |
| Malawi                  | |
| Zâmbia                  | Cerca de 6 km |
| Moçambique              | |
| Zimbabwe                | Cerca de 13 km |
| Moçambique              | Cerca de 16 km |
| Zimbabwe                | |
| Moçambique              | |
| Zimbabwe                | |
| Moçambique              | |
| Zimbabwe                | |
| Moçambique              | |
| Oceano Índico           | Passa a leste da ilha da Inhaca, Moçambique |
| Oceano Antártico        | |
| Antártida               | Terra da Rainha Maud, reclamada pela Noruega |